# Sebastian Komecki (zm. 1755)
Sebastian Komecki herbu Ślepowron (zm. w 1755 roku w Krakowie) – krucyfer kardynała Michała Stefana Radziejowskiego, wiceprezydent Trybunału Głównego Koronnego w 1705 roku, kustosz krakowskiej kapituły katedralnej w latach 1720–1755, dziekan włocławski, kanclerz kujawski, kanonik gnieźnieńskiej kapituły katedralnej fundi Czerniewo w latach 1701–1728, proboszcz szadkowski.
Syn Aleksandra i Zuzanny Charbickiej, jego synowcem był Michał Maurycy Komecki.